# Philippe-Joseph-Emmanuel de Smyttère
Philippe-Joseph-Emmanuel de Smyttère (né le 19 janvier 1800 à Cassel et décédé le 26 janvier 1886 à Lille) était un médecin, botaniste et historien français ayant écrit de nombreux articles sur la Flandre.

## Œuvres
- Topographie historique, physique, statistique et médicale de la ville et des environs de Cassel (département du Nord) : avec cartes géographiques en taille-douce et vues lithographiées, 1828 (Google books)
- Phytologie pharmaceutique et médicale ou Végétaux envisagés sous les rapports anatomique, physiologique, taxonomique, chimique, pharmacologique & thérapeutique, 1829.
- Précis élémentaire de botanique médicale et de pharmacologie, à l'usage des sages-femmes et des officiers de santé, 1837.
- Fragments historiques sur les Pères Récollets de Cassel, avec un sommaire de leurs archives. Mémoire de la société dunkerquoise pour l'encouragement des sciences, des lettres et des arts, Dunkerque, 1861-1862, pp. 294-326 (Gallica).
- Essai historique sur Iolande de Flandre, comtesse de Bar XIVe siècle. 1326 à 1395, Lille, 1877, pp. 87-88 (Gallica).
- Mémoire sur l'apanage de Robert de Cassel (livre numérique format epub et pdf sur le site Westhoekpedia).
- La bataille du Val de Cassel (livre numérique format epub et pdf sur le site Westhoekpedia).
- Notice statistique, historique et médicale sur l'asile public d'aliénées de Lille.